# Gris perle
Le nom de couleur gris perle est une dénomination de fantaisie en usage depuis très longtemps dans le domaine de la mode et de la décoration pour désigner un gris clair évoquant la nacre des perles précieuses, dont le brillant et les irisations ne peuvent se reproduire en textile.
L'adjectif perlé s'applique à n'importe quelle couleur, avec, comme nacré, synonyme quand il s'agit de couleur, ou satiné, une signification en relation avec l'aspect brillant. Perlé peut aussi indiquer une surface couverte de petites rotondités.
Le nuancier RAL indique RAL 1013 blanc perlé, RAL 1035 Perlbeige, RAL 1036 Perlgold.
Les nuanciers commerciaux donnent en peinture pour la décoration , reflet de perle, gris perle ; en fil à broder 762 gris perle.

## Aspect des perles
L'aspect des perles n'est pas dû à un pigment absorbant certaines couleurs, et en réfléchissant d'autres, mais à des phénomènes d'interférences apparentés à ceux qui produisent une couleur structurelle sur les plumes ou sur les ailes de papillon.
Les fabricants ont essayé depuis longtemps de reproduire l'aspect de la nacre. À partir du XVIIe siècle, on trouve sous le nom d’essence d'Orient des formulations à base d'écailles de poisson. L’essence d'Orient répertoriée au Colour Index sous la référence NW1 est un mélange de guanine et d'hypoxanthine, variable selon les espèces utilisées. L'industrie des plastiques a produit des boutons nacrés à partir de phosphates de plomb. Toxiques, ils sont interdits pour les cosmétiques. Le PW14 est un oxychlorure de bismuth, c'est le premier pigment nacre aujourd'hui. Des composés de mica et d'oxydes métalliques, brevetés en 1963, fournissent des pigments nacrés de toutes couleurs dominantes. Enfin, des pigments nacrés peuvent être fabriqués avec des particules de silice ou d'aluminium, recouverts de couches d'indice de réfraction variés afin de créer les interférences constitutives de l'aspect nacré. Ces pigments trouvent un débouché en cosmétique et dans l'industrie automobile, où ils enrichissent la gamme des aspects disponibles des peintures ordinaires et métallisées.

## Histoire
Le nom de couleur gris perle est attesté dès 1635, dans une description de mode à propos d'un ballet dansé par Louis XIII de France.
Le gris de perle figure dans l’Instruction générale sur la teinture des laines de 1671. Au XIXe siècle, Michel-Eugène Chevreul a entrepris de situer les couleurs les unes par rapport aux autres et par rapport aux raies de Fraunhofer. Il cote le gris de perle teint selon l'Instruction 2 bleu-violet 7/10 2 à 3 ton ; il le cite aussi parmi les « noms de couleur le plus fréquemment usités dans la conversation et dans les livres ».
Le Répertoire de couleurs de la Société des chrysanthémistes publié en 1905 indique que les quatre tons du Gris perle qu'il indique représentent « l'une des nuances de ce nom, très répandu dans les commerces de laines, soieries, etc.. ». Autant que la conservation des pigments puissent permettre d'en juger, ces nuances sont chaudes, au contraire de celles indiquées par Chevreul.